# Naga (folkslag)
Naga är ett övergripande namn på flera kulturellt likartade mindre folkstammar i Indien mellan Assam och Myanmar. De är till huvuddelen ett tibetansk-burmesiskt folk och på etniska grunder tillskapades delstaten Nagaland som nu har ett invånarantal av nära två miljoner (2011).
Tidigare var nagaerna huvudjägare vilket stod i samband med nästan alla deras religiösa och sociala funktioner. Merparten av befolkningen har numera konverterat till kristendomen. Nagas språk hör till de tibetoburmanska och sönderfaller i åtta dialektgrupper.
Efter långvarigt motstånd mot den brittiska kolonisationen, underkuvades de definitivt 1880, och den brittiska förvaltningens huvudort i området placerades i Kohima. Nya expeditioner 1904 och 1915-17 bidrog till att inlemma Nagafolket i Brittiska Indien. Delstaten Nagaland upprättades 1963 av den indiska regeringen.